# Notación musical
La notación musical es un sistema de escritura utilizado para representar gráficamente una pieza musical, permitiendo a un intérprete que la ejecute de la manera deseada por el compositor.
El sistema de notación más utilizado actualmente es el sistema gráfico occidental desarrollado por monjes cristianos en la Edad Media. Este representa sobre un pentagrama una serie de signos o figuras musicales. El elemento básico de cualquier sistema de notación musical es la nota, que representa un único sonido y sus características básicas: duración y frecuencia. Los sistemas de notación también permiten representar otras características diversas, tales como variaciones de intensidad, expresión o técnicas de ejecución instrumental. No obstante, existen muchos otros sistemas de notación y muchos de ellos también se usan en la música moderna. 
Durante muchos siglos el canto cristiano se conservó únicamente por tradición oral. No existía ningún sistema de notación y los cantos de la Iglesia se transmitían por el recuerdo auditivo de los eclesiásticos y de los fieles. 
En el habla hispana, los nombres actuales de las notas son: do (también llamada ut), re, mi, fa, sol, la, y si.

## Notación patrón

### Pentagrama
La notación musical aparece en un pentagrama, que consta de cinco líneas horizontales, equidistantes y paralelas, además de cuatro espacios entre estas líneas. Las líneas se enumeran de abajo hacia arriba como línea 1, 2, 3, 4 y 5, y los espacios por igual, desde el 1.º hasta el 4.º.
Sobre las líneas y los espacios se van anotando las correspondientes notas musicales; cada línea y espacio identifica una entonación diferente; desde la nota más grave abajo, hasta la más aguda arriba. En el conjunto vertical, además, se pueden representar los acordes, las notas que sonarán simultáneamente.
De manera horizontal el pentagrama representa tempo y melodía (que no es otra cosa más que una sucesión de sonidos en el tiempo). Se divide, además, en compases, los cuales a su vez se dividen en tiempos.
El primer símbolo que se representa sobre el pentagrama es la clave, la cual indicará qué nota viene representada por cada línea y cada espacio del pentagrama. Por ejemplo, la clave de Sol en segunda indica que la nota que se escribe en la segunda línea del pentagrama es un Sol, y  a partir de esta se pueden determinar qué notas representan las demás líneas y espacios (La en el segundo espacio, Si en la tercera línea...). A la derecha de la clave encontraremos la armadura, la cual nos muestra las alteraciones hechas a ciertas notas para agregarles o disminuirles medio tono y así armar la escala musical sobre la que está la pieza, o sea, la tonalidad de esta.
El conjunto formado por el pentagrama y los demás símbolos musicales, representando una pieza musical se llama partitura. La duración, altura, expresión, etc., son algunos de los elementos que se representan en una partitura.

### Representación de las duraciones
Tempo y compás: regulan las unidades de tiempo que debe haber en cada compás. Los compases están delimitados en la partitura por líneas verticales y determinan la estructura rítmica de la música. El compás escogido está directamente asociado al género musical. Un vals por ejemplo tiene el ritmo 3/4 y un rock generalmente usa el compás 4/4.
En una fracción de compás, el denominador indica en cuántas partes se tiene que dividir una redonda para obtener una unidad de tiempo (en la notación actual la redonda es la mayor duración posible y por eso todas las duraciones están tomadas en referencia a ella). El numerador define cuántas unidades de tiempo tiene el compás. En el ejemplo de abajo aparece un compás de «cuatro por cuatro», o sea, la unidad de tiempo tiene una duración de 1/4 de redonda y el compás tiene 4 unidades de tiempo. En este caso, una redonda ocuparía todo el compás.

#### Figuras musicales o rítmicas
Los símbolos de las figuras se usan para representar la duración de las notas. Las figuras se muestran en la figura de abajo, por orden decreciente de duración. Son: redonda, blanca, negra, corchea, semicorchea, fusa y semifusa.
Antiguamente existía también la cuadrada, como el doble de la duración de la redonda, la larga, como el doble de la duración de la cuadrada y la máxima, como el doble de la duración de la larga, pero esas notas ya no se usan en la notación actual. Cada nota tiene la mitad de la duración de la anterior. Si pretendiéramos representar una nota de un tiempo y medio (por ejemplo, el tiempo de una negra sumado con el de una corchea) se usa un punto, llamado puntillo, que sigue a la nota.
La duración real (medida en segundos) de una nota depende del tempo utilizado (por ejemplo, «negra 60» que equivale a 60 negras por minuto). Esto significa que la misma nota puede ser ejecutada con una duración diferente en diferentes piezas o incluso dentro de la misma canción, si hay un cambio de andamento (allegro o lento, por ejemplo).

#### Puntillo
Consiste en un punto detrás de la nota. Aumenta la duración de la nota en la mitad de su valor. Una corchea con puntillo tiene una duración de una corchea más una semicorchea.
La relación del valor que existe entre las figuras con un puntillo y las sin puntillo, es la siguiente:
- La Redonda con puntillo vale 3 Blancas.
- La Blanca con puntillo vale 3 Negras.
- La Negra con puntillo vale 3 Corcheas.
- La Corchea con puntillo vale 3 Semicorcheas.
- La Semicorchea con puntillo vale 3 Fusas.
- La Fusa con puntillo vale 3 Semifusas.

#### Doble puntillo
Consiste en dos puntillos, uno detrás del otro. El primero aumenta la duración de la nota en la mitad de su valor; el segundo aumenta la duración de la nota en la mitad del valor del primer puntillo. Una corchea con doble puntillo tiene una duración de una corchea más una semicorchea (por el primer puntillo) más una fusa (por el segundo puntillo).

#### Pausas
Representan el silencio, esto es, el tiempo en que la voz no produce sonido alguno, siendo llamados valores negativos. Las pausas se subdividen al igual que las notas en términos de duración. Cada pausa dura el mismo tiempo relativo que su nota correspondiente, o sea, la pausa más larga corresponde exactamente a la duración de una redonda. La correspondencia se hace en el siguiente orden:

### Representación de las alturas
Clave: clave de sol, clave de fa, clave de do. Transponen toda la representación musical a una que se adecúe mejor al instrumento que se irá a reproducir. Por ejemplo, las voces graves usan generalmente la clave de fa, en tanto que las más agudas usan la clave de sol. De modo general, es la clave la que define qué nota ocupará cada línea o espacio en el pentagrama.

1. Clave de sol en primera
2. Clave de sol en segunda
3. Clave de do en primera
4. Clave de do en segunda
5. Clave de do en tercera
6. Clave de do en cuarta
7. Clave de do en quinta
8. Clave de fa en tercera
9. Clave de fa en cuarta
10. Clave de fa en quinta

| 1. Clave de sol en primera 2. Clave de sol en segunda | 3. Clave de do en primera 4. Clave de do en segunda 5. Clave de do en tercera 6. Clave de do en cuarta 7. Clave de do en quinta | 8. Clave de fa en tercera 9. Clave de fa en cuarta 10. Clave de fa en quinta |

#### Alturas
La altura de cada nota se representa por su posición en la pauta en referencia a la nota definida por la clave utilizada, como se muestra abajo:

#### Alteraciones
Las alteraciones, dislocaciones o accidentes de tono son: el sostenido, el bemol, el doble sostenido y el doble bemol. Se representan siempre antes del símbolo de la nota cuya altura será modificada y después del nombre de las notas, cifras y tonalidades. Un sostenido disloca la nota medio tono arriba (en la escala), un doble sostenido disloca el sonido un tono arriba, un bemol disloca la nota medio tono abajo y el doble bemol disloca el sonido un tono abajo. Por ejemplo, se puede decir que un fa sostenido (fa#) es la misma nota que un sol bemol (sol♭) en el piano, pero en realidad estos se diferencian por comas existentes entre ellos.
Una vez que un sostenido o bemol haya sido aplicado a una nota, todas las notas de la misma altura mantendrán la alteración hasta el fin del compás. En el compás siguiente, todos los accidentes pierden su efecto, por lo que en caso de necesitarlos habrá que colocarlos nuevamente. Si deseamos anular el efecto de un accidente aplicado inmediatamente antes de una clave de tonalidad, debemos usar un becuadro, que devuelve a la nota su tono natural. En el ejemplo visto arriba podemos notar que la tercera nota del primer compás también es sostenida, pues el accidente aplicado a la nota anterior permanece válido y solo es anulado por el becuadro que hace que la cuarta nota sea nuevamente un la natural. El segundo compás es similar, con la diferencia de que el accidente aplicado es un bemol. En el tercer compás, un sol, un la doble bemol y un fa doble sostenido. Aunque tengan nombre diferente y ocupen distintas posiciones en la clave, los accidentes aplicados hacen que las tres notas sean exactamente iguales.

#### La clave o tonalidad
No es más que la asociación de sostenidos o bemoles representados junto a la clave, indicando la escala en que la música será expresada. Por ejemplo, una representación sin sostenidos o bemoles, será la escala de do mayor. Al contrario de los accidentes aplicados a lo largo de la partitura, los sostenidos o bemoles aplicados en la clave duran por toda la pieza o hasta que una nueva clave sea definida (modulación). En la figura vemos la clave de tonalidad de una escala de la mayor. En esta escala todas las notas fa, do y sol deben ser sostenidas, por eso los accidentes son aplicados junto a la clave.

#### Índices
Hablamos entonces del semitono como la unidad de menor medida que diferencia un tono de otro según lo percibe el oído humano y de acuerdo con lo estructurado por la escuela europea, aceptada convencionalmente de manera universal en lo que a notación musical se refiere. Sin embargo la física demuestra que las diferencias vibratorias son prácticamente infinitas y relativas, no como pensaban en la antigüedad que un tono estaba constituido por nueve comas.
Para estandarizar esta relación de los sonidos entre sí se convino en dar como punto de partida la nota la, denominada 440 en función de los hercios (la cantidad de vibraciones generadas por segundo). Al hablar de posición nos referimos a la que ocupa la figura o nota musical en una línea o espacio determinado del pentagrama o fuera de él, para lo cual en este caso se utilizan las líneas auxiliares.
La sucesión de sonidos de la escala de do mayor corresponde a las teclas blancas del piano. Esta se repite hasta ocho veces en un piano, aunque dentro de nuestro sistema musical hacemos uso de sucesiones de esta clase, cada una llamada octava. De esta manera, si le solicitamos a un pianista que toque, por ejemplo, un do, no podrá saber a cuál do, de todos los que se encuentran en el teclado, nos referimos. Por eso existen formas de identificar sonidos de diferente entonación con el mismo nombre. Para identificar estos sonidos se hace uso de los índices, que son números que se colocan inmediatamente después de la nota..
Los dos sistemas más conocidos de índice acústico son:
- El sistema de notación internacional ―que se utiliza en casi todos los países de América, Asia y Europa (excepto Alemania, Bélgica y Francia)― asigna el 0 a la nota más grave del órgano, el do0 (de 16,35 Hz). De esta manera, el do central del piano (261,63 Hz) sería un do4, y el la de esa misma octava (el famoso «la 440») se llamaría la4.
- El sistema de notación franco-belga ―que se utiliza en Bélgica, Francia y algunas regiones de España― toma como referencia el do de la segunda línea adicional inferior en clave de fa, dándole el nombre de do1 (se lee "do uno" o "do primera"). El problema es que para notas más graves se deben utilizar números negativos; por ejemplo, la nota más grave del órgano se llama «do menos uno» en este sistema.

### Expresión
Ciertos símbolos y textos indican al intérprete la manera de ejecutar la partitura, incluyendo las variaciones de volumen (dinámica) y tiempo (cinética), así como la manera correcta de articular las notas y separarlas en frases (articulación y acentuación).

#### Dinámica musical
La intensidad de las notas puede variar a lo largo de una música. Eso se llama dinámica. La intensidad se indica en forma de siglas que indican expresiones en italiano bajo el pentagrama.
- pp (pianíssimo). Se ejecuta con intensidad muy baja.
- p (piano). Se ejecuta con intensidad baja.
- mp (mezzo piano). Se ejecuta con intensidad moderada.
- mf (mezzo forte). Se ejecuta con intensidad moderadamente fuerte.
- f (forte). Se ejecuta con intensidad fuerte.
- ff (fortíssimo). Se ejecuta con intensidad muy fuerte.

Excepcionalmente se emplean otros símbolos derivados de los anteriores:
- ppppppp (quasi sine toccare). La intensidad es tan baja como le permita al músico interpretar el instrumento. En notación se conoce un caso, el Concierto para violonchelo de György Ligeti, que comienza con esta dinámica.
- ppppp (molto pianissíssimo o cinco pes). Es muy poca la intensidad.
- pppp (pianissíssimo o molto pianíssimo).
- ppp (pianissimo). Se toca con intensidad más baja que el pianíssimo.
- fff (fortissíssimo).
- ffff (fortissíssimo o molto fortíssimo).
- fffff (molto fortissíssimo) o cinco efes.
- fffffff (quasi comme un inferno). Indica interpretar el instrumento al nivel más alto posible.

#### Símbolos de variación de volumen o intensidad:crescendoydiminuendo
En forma de señales de mayor (>) y menor (<), sirven para sugerir el aumento o la disminución de volumen, respectivamente. Estas deben comenzar donde se deberá iniciar la alteración y estirarse hasta la zona donde la alteración se deberá interrumpir. El volumen debe permanecer en el nuevo nivel hasta que una nueva indicación sea dada. La variación también puede ser brusca, con que solo una nueva indicación (p, ff, etc.) sea dada.

#### Cinética musical
La cinética musical (del griego kine: ‘movimiento’) o agógica define la velocidad de ejecución de una composición. Esta velocidad es llamada andamento e indica la duración de la unidad de tiempo. El andamento está indicado en el inicio de la obra o de un movimiento y está indicada por expresiones de velocidad en italiano, como allegro (rápido) o adagio (lento). Junto al andamento, puede ser indicada la expresión con que la pieza debe ser interpretada, como: con afecto, intensamente, melancólico, etc.

#### Andamentos
Los andamentos más frecuentes son los siguientes:
- Grave: es el andamento más lento de todos
- Largo: muy lento, pero no tanto como el grave
- Larghetto: un poco menos lento que el largo
- Adagio: moderadamente lento
- Andante: moderado, ni rápido ni lento
- Andantino: semejante al andante, pero un poco más acelerado
- Allegretto: moderadamente rápido
- Allegro: andamento veloz y ligero
- Vivace: un poco más acelerado que el allegro
- Presto: andamento muy rápido
- Prestíssimo: es el andamento más rápido de todos.

Algunos ejemplos de combinaciones de andamento con expresiones:
- Allegro moderato: moderadamente rápido.
- Presto con fuoco: extremadamente rápido y con expresión intensa.
- Andante cantábile: velocidad moderada y entonando las notas como en una canción.
- Adagio melancólico: lento y melancólico

### Notaciones de variación de tiempo
- rallentando: indica que la ejecución se debe volver gradualmente más lenta.
- accelerando: indica que la ejecución se debe volver cada vez más rápida.
- A tempo o tempo primo: vuelve al andamento original.
- Tempo rubato: indica que el músico puede ejecutar con pequeñas variaciones de andamento bajo su criterio.
- Ligadura
- Calderón
- Tenuto

## Otras notaciones

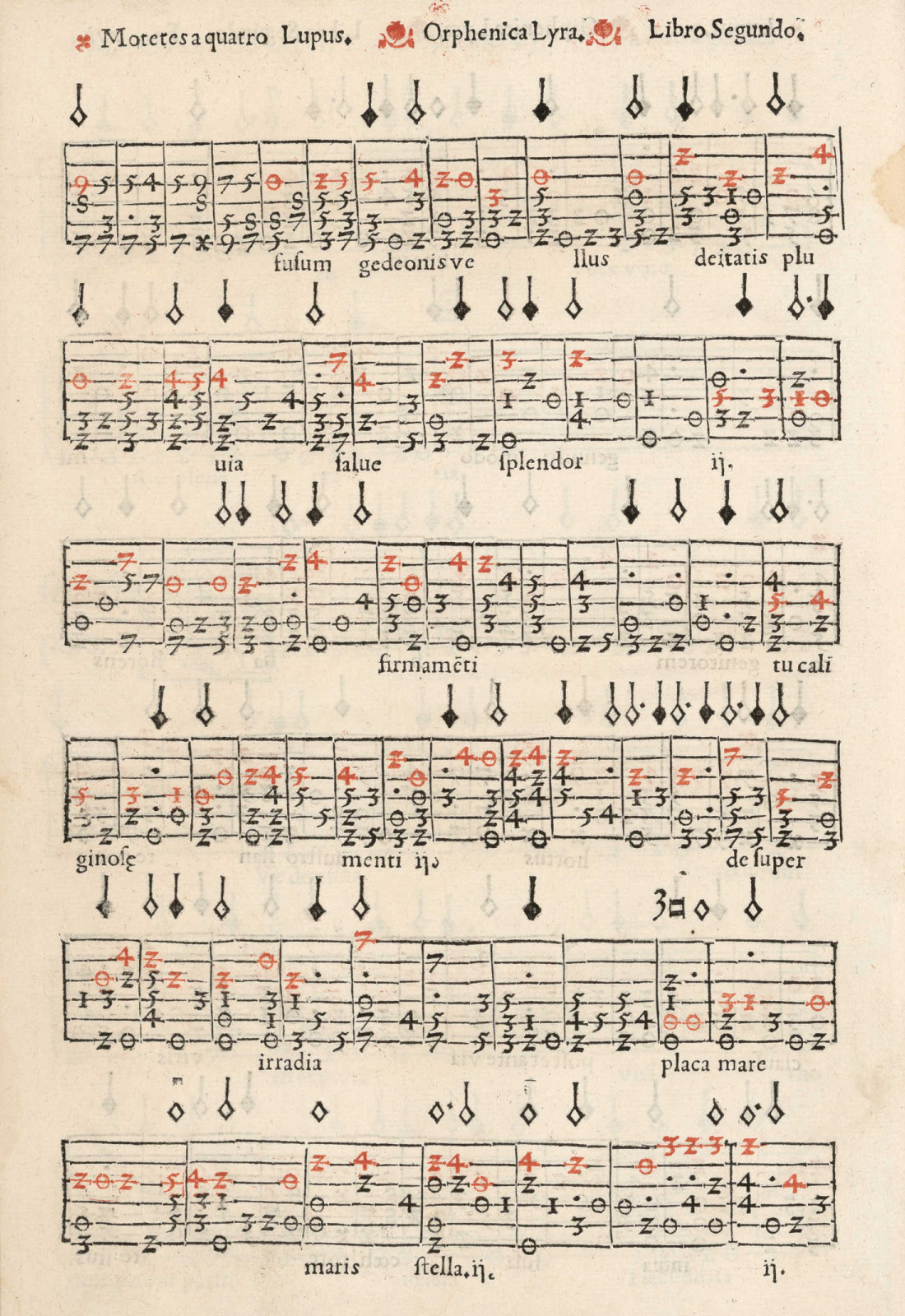
Tablatura numérica para vihuela española del libro Orphenica Lyra, de Miguel de Fuenllana (1554). Los números en rojo (en el original) indican la parte vocal.

### Tablatura
La tablatura de guitarra es una notación que representa cómo colocar los dedos en un instrumento (en los trastes de una guitarra, por ejemplo) en vez de las notas, permitiendo a los músicos tocar el instrumento sin formación especializada. Esta notación se hizo común por internet, ya que se puede escribir fácilmente en formato ASCII. La tablatura de piano es un nuevo tipo de notación.
Ejemplo:
```
e|-----------------------------|-----------------------------|
B|-----------------------------|-----------------------------|
G|-----------------------------|--------1/4\1----------------|
D|-2~~-----5-5-5/7-7-----8-----|-7/10-------------5h6--------|
A|---------3-3-3/5-5-----6-----|-5/8--------------8h9--------|
E|-----------------------------|-----------------------------|
```

Las tablaturas están compuestas por tantas líneas como cuerdas tiene el instrumento (en el ejemplo mostrado es una tablatura de guitarra, luego está compuesta por 6 cuerdas). Cada línea representa por tanto, una cuerda del instrumento, y generalmente se especifica su afinación en la parte izquierda, utilizando la nomenclatura americana de las notas, aunque si se trata de la afinación estándar del instrumento puede omitirse.
En las líneas de la tablatura aparecen unos números que indican el traste que se ha de "pisar" al tocar la cuerda (un 0 indica que se ha de tocar la cuerda al aire). En la tablatura también pueden aparecer letras u otros símbolos ASCII como:
- h (del inglés hammer on, ‘ligado ascendente’),
- p (del inglés pull off, ‘ligado descendente’),
- ~ (vibrato),
- / o \ (slides),
- b (bending)
- T (Tapping) que es un derivado de los ligados pero en esta técnica no se utiliza el golpe de púa
- x (muteo) es un efecto que se produce al rozar el los dedos en los trastes
- P.M. (Palm Muting) se coloca la mano rozando el puente y las cuerdas provocando un muteo.

y otros, dependiendo de la complejidad de la pieza musical.

### Cifras
La cifra es un sistema de notación musical usado para indicar a través de símbolos gráficos o letras los acordes para ser ejecutados por un instrumento musical (como por ejemplo una guitarra). En la música académica o "clásica" se usó el sistema de notación tradicional empleado desde el barroco a partir de cifras. Por ejemplo, el 5 indica el acorde en estado fundamental (con la primera nota del acorde en el bajo), el 6 la primera inversión, el 7 para el acorde de séptima... y otros cifrados más complejos que expresan exactamente cada tipo de acorde y el lugar de las notas que debía establecerse.
Las letras se utilizan principalmente en la música popular y en la armonía moderna, encima de las letras o partituras de una composición musical, indicando el acorde que debe tocarse en conjunto con la melodía principal o para acompañar al canto.
Las figuras principales se explican:
- A: nota la o acorde de la mayor
- B: nota si o acorde de si mayor
- C: nota do o acorde de do mayor
- D: nota re o acorde de re mayor
- E: nota mi o acorde de mi mayor
- F: nota fa o acorde de fa mayor
- G: nota sol o acorde de sol mayor

Los acordes menores se escriben encima de las letras, acompañados de las letras "m", "mi" o "min" minúscula. Ej: Cm, Cmi o Cmin (acorde de do menor). También es posible poner explícitamente la calidad del acorde mayor juntando a la derecha de la cifra la letra "M" (mayúscula) o la abreviación "May", así: CM o CMay (do mayor). Además, se pueden escribir los símbolos # (representa un tono sostenido), 6 y 7 (representan un tono sexto o séptimo) y el símbolo ° (para un tono disminuido). Dichos símbolos pueden ser usados en combinación para representar tonos compuestos, por ejemplo F#m7 representa fa sostenido menor con séptima.

#### Cifrado inglés
El cifrado inglés o cifrado estadounidense es un sistema de abreviación del nombre de las notas en el cual estas se representan con letras.
Esta es la relación entre las diferentes nomenclaturas utilizadas para el nombre de las notas:
- Italiano: do re mi fa sol la si.
- Español: do re mi fa sol la si.
- Francés: do/ut re mi fa sol la si (aún se hace uso de la sílaba ut en vez de do en algunos casos: por ejemplo la "clave de do" se dice "clef d'ut").
- Inglés: C D E F G A B
- Alemán: C D E F G A H (el si bemol se llama B).